# Aquilegia alpina
Aquilegia alpina je druh rostliny z čeledi pryskyřníkovité (Ranunculaceae).

## Popis
Jedná se o vytrvalou rostlinu dorůstající nejčastěji výšky 20–60 cm s krátkým silným oddenkem. Lodyha je přímá, chudě větvená. Přízemní listy jsou dlouze řapíkaté, složené, 2x trojčetné, na okraji zastřihovaně laločnaté a tupě zubaté. Lodyžní listy jsou s kratšími řapíky, nejvyšší pak přisedlé, nejvyšší až jednoduché, kopinaté. Květy jsou na dlouhých stopkách v řídkém vrcholičnatém květenství, většinou na jedné rostlině nejvýše 3 a často je květ jen jediný, jsou většinou světle modré až modrofialové barvy, nápadně velké 6–8 cm v průměru. Kališních lístků je 5, jsou petaloidní (napodobující korunu), zbarvené světle modře až modrofialově, nejčastěji 35–45 mm dlouhé. Korunních lístků je taky 5, stejné barva jako kališní, jsou kornoutovitého tvaru na bázi s ostruhou, která je rovná nebo slabě zakřivená a kde jsou nektária. Kvete v červenci až v srpnu. Tyčinek je mnoho, jsou nahloučené ve svazečku, vnitřní jsou sterilní. Gyneceum je apokarpní, pestíků je nejčastěji 5. Plodem je měchýřek. Měchýřky jsou uspořádány do souplodí. Počet chromozomů je 2n=14.

## Rozšíření
Aquilegia alpina roste především v západních a centrálních Alpách a v severních Apeninách. Najdeme ho zpravidla na vápnitém substrátu od subalpínského po alpínský stupeň. V České republice ani na Slovensku neroste.